# Lliberada
Lliberada, Vilgefortis o Wilgefortis és un personatge llegendari venerat tradicionalment com a santa, però històricament inexistent i producte de la fusió de diverses llegendes populars. Per aquesta raó, fou eliminat del calendari dels sants catòlics, malgrat la popularitat de la seva devoció en temps passats.

## Llegenda
Segons la tradició, Vilgefortis (nom que pot derivar de Virgo fortis, "verge forta") era filla d'un rei pagà de Portugal al segle viii; algunes llegendes diuen que era una de les nou germanes, totes mortes com a màrtirs cristianes i entre les quals hi havia Quitèria o Marina d'Augas Santas. Es convertí al cristianisme en secret i consagrà la seva virginitat a Déu. El seu pare, que no ho sabia, la prometé en matrimoni a un príncep pagà, però ella no volgué trencar el seu vot de castedat. Per aconseguir-ho, va demanar a Déu que la tornés lletja i repugnant, per poder trencar el compromís: llavors, miraculosament, li cresqué una barba. El seu promés l'abandonà i el rei, son pare, enutjat i assabentat de la seva conversió, la va fer morir crucificada.
Una tradició posterior, vinculada a les llegendes del Volto Santo de Lucca, diu que abans de morir a la creu, la noia va desprendre's d'un dels seus escarpins d'or i el donà a un violinista pobre que s'hi havia apropat.

## Origen de la llegenda
Hi ha diverses conjectures sobre l'origen de la llegenda. Una d'elles la vincula a l'Hermafrodit grec i altres figures andrògines d'altres religions paganes. Altres la relacionen amb alguns efectes secundaris de l'anorèxia, habitual en els monestirs pel dejuni, i que dona lloc a desequilibris hormonals.
La teoria més versemblant, però, és que la població europea confongué les imatges dels crucifixs romans d'Orient, vestides amb llargues túniques (el perizoma), i que passaren a les majestats de l'escultura romànica (com les italianes i catalanes). La imatge del Crist amb els ulls oberts i llarga túnica fins als peus, amb corona, va fer pensar que es tractava d'una dona vestida amb faldilles, i, per la corona, princesa o reina. Per explicar la barba, s'hagué de crear una llegenda.
L'origen de l'expansió d'aquest tipus de crucifix està en el Volto Santo de Lucca, majestat de fusta arribada a Lucca al segle xi, potser des d'Orient, o influïda per models orientals. Conservat a la catedral de Lucca, la seva popularitat i els pelegrinatges en van estendre la devoció per tot Europa, fent-hi arribar imatges similars en forma de talles o estampes.
Als països germànics prengué el nom de Vilgefortis, que més que no pas de Virgo fortis, pot derivar de l'alemany Hilige Vartz, que vol dir "Santa Faç" (com Volto Santo).

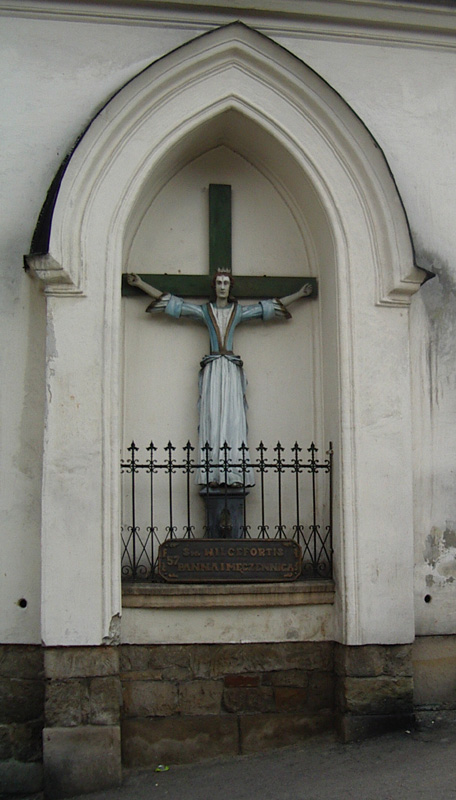
Imatge a Wambierzyce (Polònia)
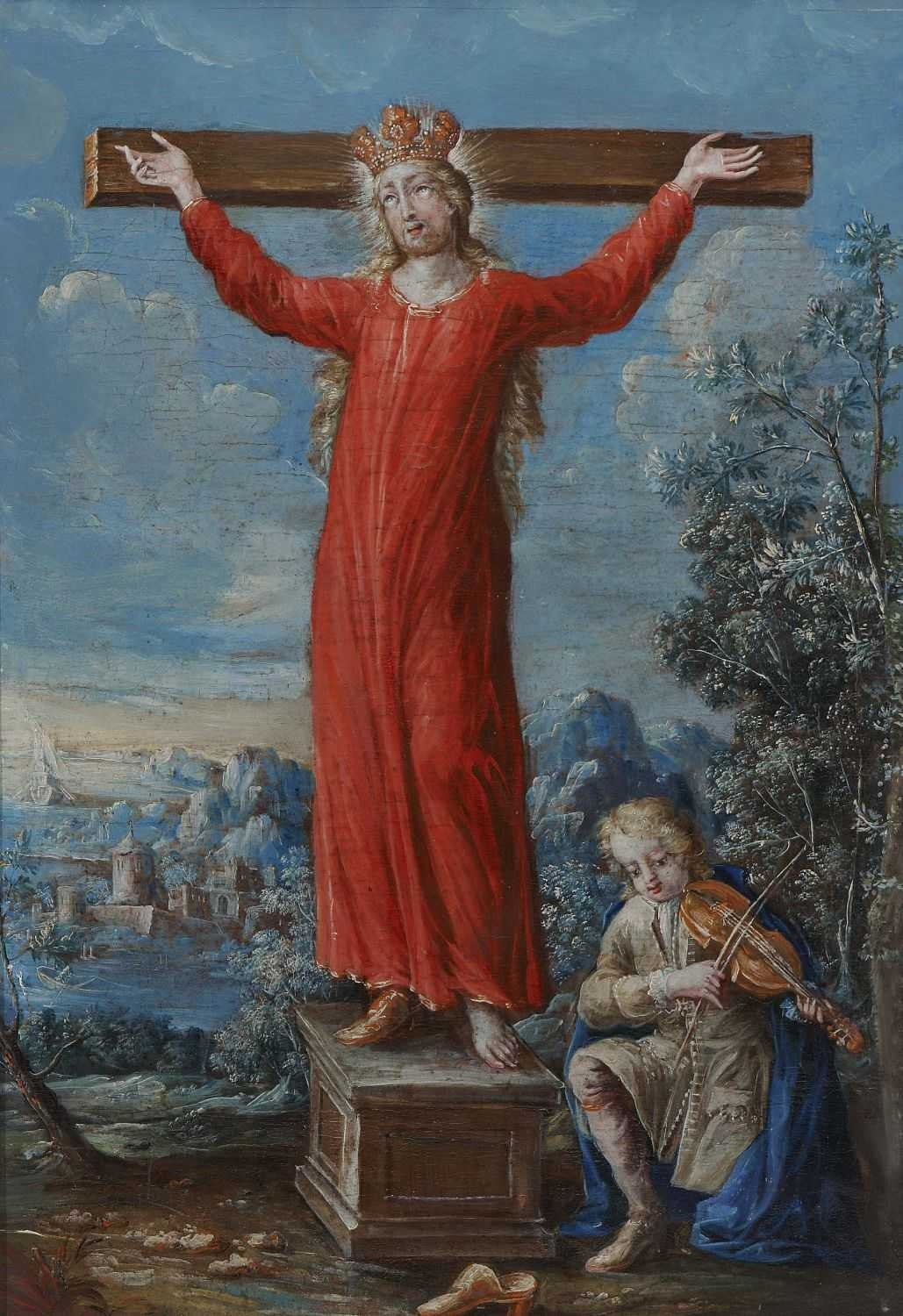
Pintura alemanya del s. XVIII
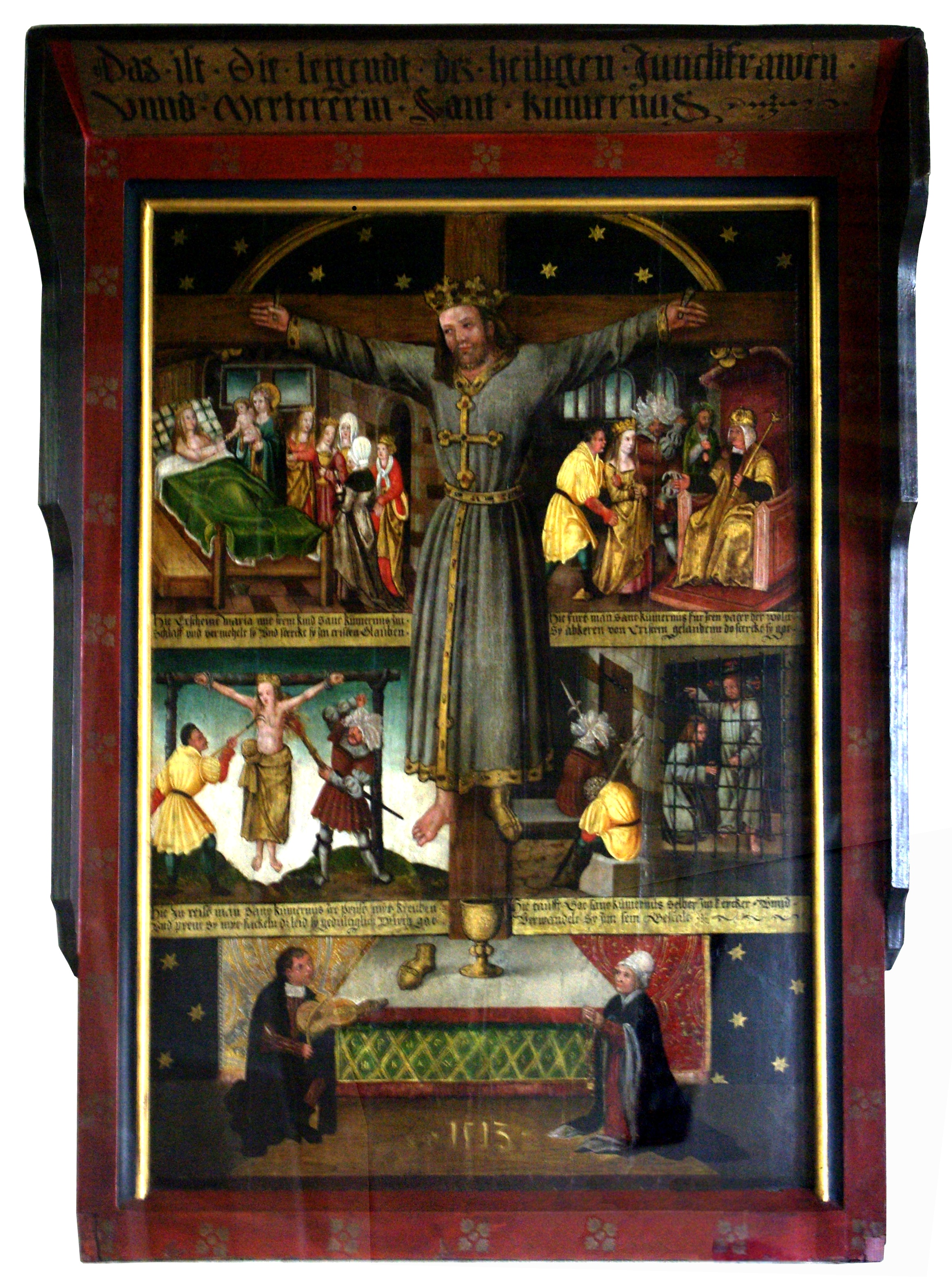
Retaule alemany de 1513 (Erlangen-Eltersdorf)
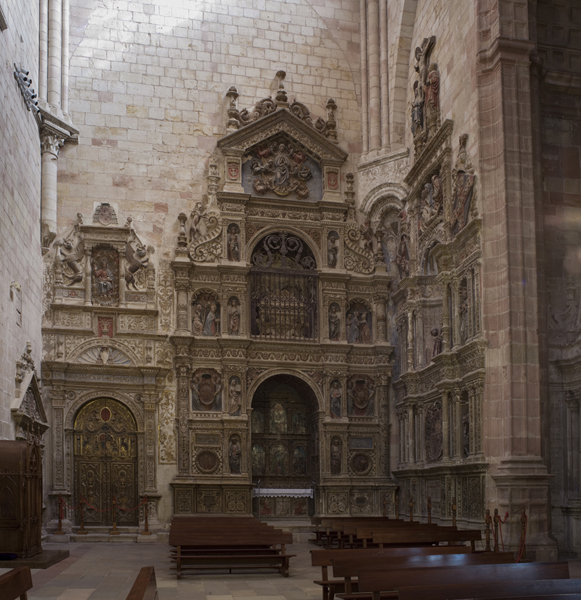
Retaule de Santa Librada a la catedral de Sigüenza, amb la tomba de la santa

## Culte a Europa
La llegenda i la devoció envers la figura, tinguda per real, s'estengué principalment per l'Europa Central i del nord, i en l'àrea mediterrània, on es mantingué amb força fins al segle xvii. En l'expansió, la llegenda es modificà, prenent elements d'altres llegendes locals o confonent-se amb d'altres. Això va fer que els noms donats a la santa fossin molt diferents a cada lloc, coincidint en la llegenda i la iconografia, però.
Així, la santa és coneguda com a:
- Santa Libera o Lliberada en català; en castellà Santa Librada (nom tradicional a l'Espanya castellanoparlant i a Hispanoamèrica); en francès Livrade o Libérate; en italià, Liberata
- Starosta als països eslaus
- Uncumber (Anglaterra), Ontcommene, Ontkommer (Països Baixos)
- Kummernis o Kummernus, Komina, Comera, Cumerana, a Alemanya
- Hulfe, Dignefortis, Eutropia, Reginfledis...
- Múnia de Barcelona, santa local de llegenda similar.

De fet, la contaminació de la llegenda de Santa Lliberada, amb una llegenda diferent, va provocar confusions. Des del segle xvi, les suposades relíquies de la santa són a la catedral de Sigüenza, on haurien arribat des d'Aquitània.

## Notse
1. ↑    - Catholic encyclopaedia. "Wilgefortis"..
2. ↑  Saint Gemma Galgani Gallery ~ Volto Santo (Holy Face)